# Narshinhatappu
Narshinhatappu – gaun wikas samiti we wschodniej części Nepalu w strefie Kośi w dystrykcie Sunsari. Według nepalskiego spisu powszechnego z 2001 roku liczył on 2769 gospodarstw domowych i 17365 mieszkańców (8422 kobiet i 8943 mężczyzn).